# Stockton (Norfolk)
Pour les articles homonymes, voir Stockton.
Stockton est une paroisse civile et un village du Norfolk, en Angleterre.